# Культура линейно-ленточной керамики
Культу́ра лине́йно-ле́нточной кера́мики (англ. Linear Pottery culture, фр.  Culture rubanée, нем. Linearbandkeramische Kultur, LBK) — наиболее распространённая неолитическая культура Центральной Европы 5500—4000 годов до н. э. Первая неолитическая культура в Западной и Центральной Европе, относится к группе дунайских культур (дунайская I или раннедунайская).
Название получила по характерному рисунку на керамической посуде, состоящей из кубков, чаш, ваз и кувшинов грубой лепной работы, без рукояток, у которых лишь на поздней фазе развития появляются простые или перфорированные рукоятки, плоские днища и горловина. Поскольку соседняя старчево-кришская культура старше LBK, её часто считают источником неолитического комплекса для LBK. Действительно, старчево-кришская керамика обычно украшена орнаментом из нарисованных на ней спиралей, вертикальных и сходящихся линий и т. п. Культура LBK, очевидно, имитировала этот рисунок, но нанесение рисунка было не краской, а вдавлением и нарезанием линий, отсюда и термин «линейная», чтобы отличать крашеную керамику от врезанных линий. Орнамент содержит спирали, треугольники, прямоугольники и другие повторяющиеся геометрические фигуры и не всегда расположен в виде опоясывающей ленты, а может покрывать всю поверхность изделия. Назначением такой посуды было применение в качестве кухонной утвари или для транспортировки пищи и жидкостей.
Характерными сооружениями данной культуры (и её потомков) являются длинные дома и ронделы. Важнейшие поселения: Быланы (Чехия), Лангвайлер и Цвенкау (Германия), Брун-ам-Гебирге (Австрия), Нитра (Словакия), а также ряд поселений на Рейне, Эльбе и в верхнем течении Дуная.
Выделяют два варианта ранней LBK:
- древнейшая или западная, локализованная на среднем Дунае, включая западную Венгрию, и распространявшаяся вниз по Рейну, Эльбе, Одеру и Висле;
- восточная, располагавшаяся в восточной Венгрии.

Кроме них известны также средняя и поздняя фазы LBK. В средней она проникла в ареал буго-днестровской культуры. Поздняя фаза известна как культура накольчатой керамики на Эльбе и Висле. Среди других культур, в той или иной степени являющихся наследниками LBK — Рёссен, Лендьель, культура Триполье-Кукутень и другие.
КЛЛК, открытая немецким археологом Фридрихом Клопфлейшемпри анализе южногерманских материалов, стала известной научной общественности в 1882 году под именем культуры ленточной керамики (нем. Bandkeramik). Мария Гимбутас рассматривала КЛЛК как одно из проявлений матриархальной «Старой Европы».

## География
Культура LBK далеко не сразу распространилась на столь широком пространстве, как это наблюдается к концу периода экспансии. Предполагается, что она сформировалась на среднем Дунае (современные Венгрия, Чехия, Моравия), а затем распространялась вниз по европейским рекам со скоростью примерно 1500 км за 360 лет или около 4 км в год. По какой-то причине носители этой культуры избегали морских побережий и, хотя и достигли устьев Рейна (Элслоо), Эльбы и Вислы, не распространялись по берегам Балтийского и Северного морей. Северные морские побережья остались занятыми мезолитическими культурами рыболовов, которые соседствовали с LBK. На западе эта культура распространилась до Бельгии и долины Сены в районе Парижа, на востоке — Днепра (поселение Вита-Поштова 2 возле Киева), а на юге границей её ареала был Дунай.

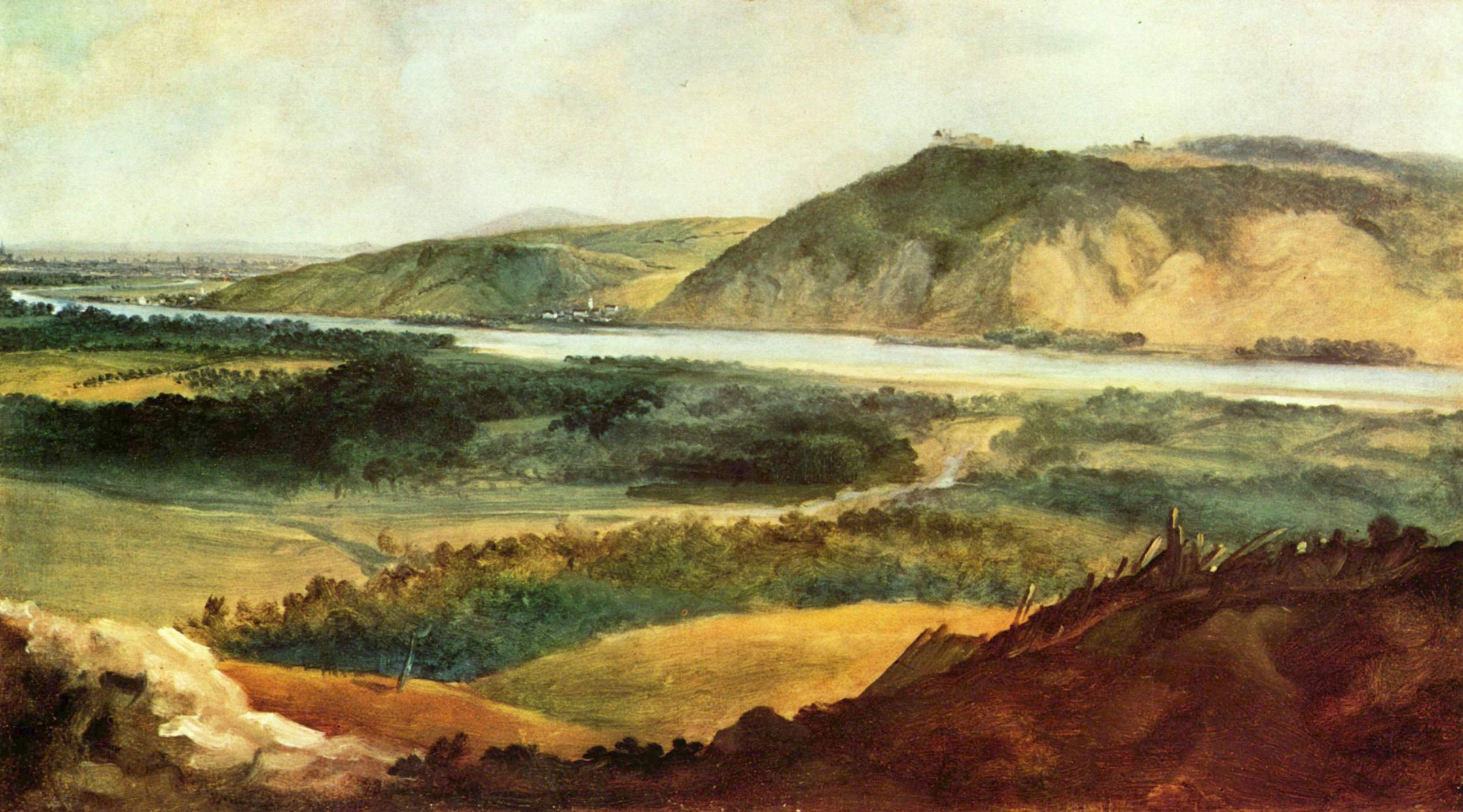
Дунай в районе  Вены, полотно Дж. К. Бранда, ок. 1760 года
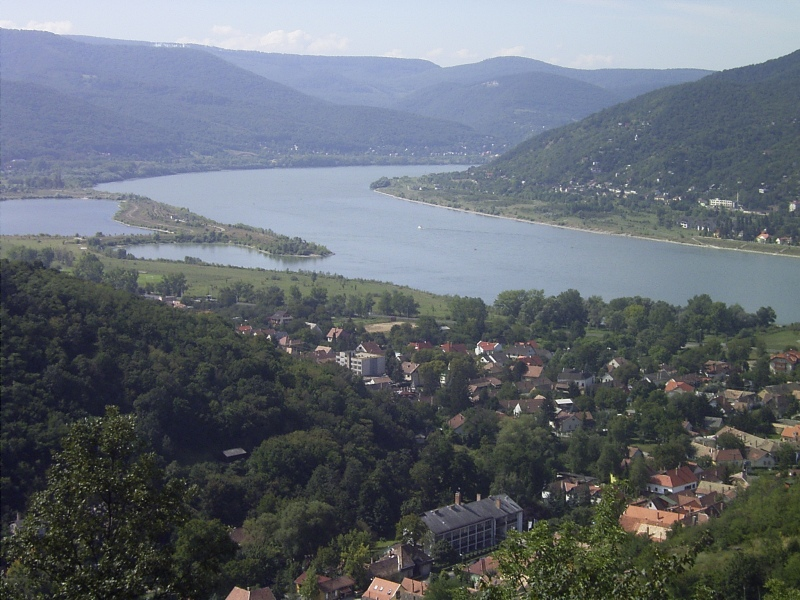
Дунай в  Венгрии
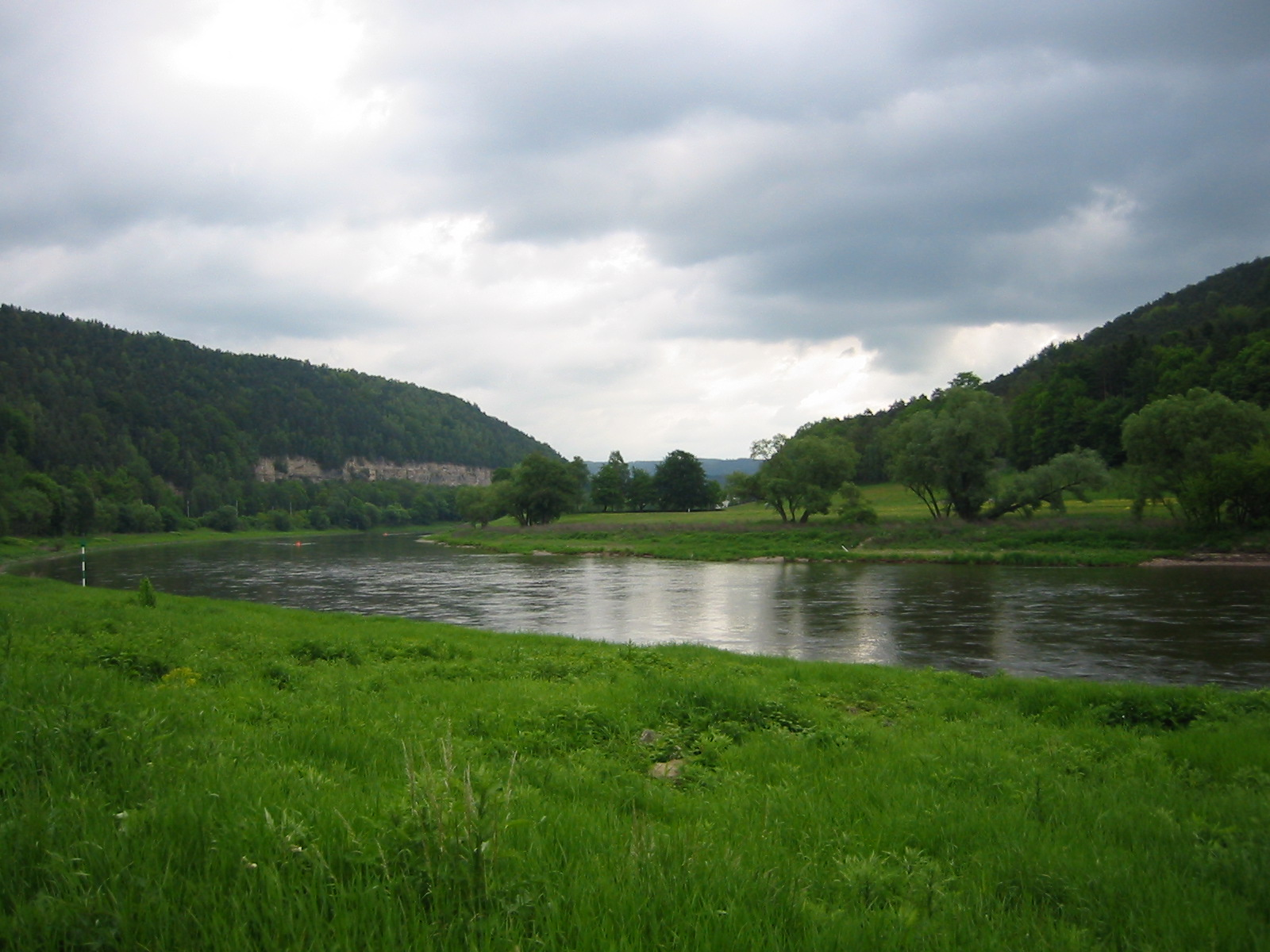
Эльба
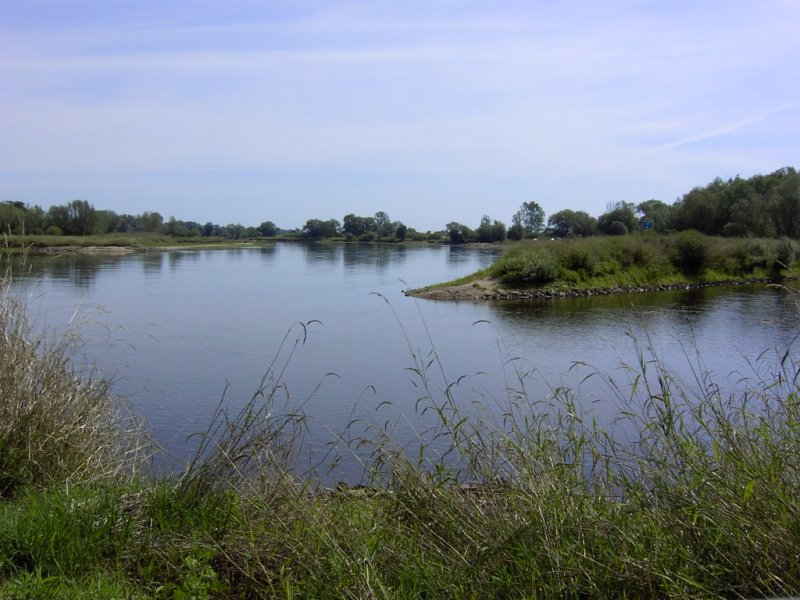
Одра

## Хронология
Имеется множество материалов радиоуглеродного анализа. Основная масса памятников относится к периоду 5600—4750 годов до н. э., хотя, например, в Бельгии LBK появилась сравнительно поздно, ок. 4100 года до н. э.
Центральноевропейский неолит разделяют на три основные стадии:
- ранний (6000—5500 годы до н. э.), связанный с первым появлением производящей экономики в рамках старчево-кришской и буго-днестровской культур;
- средний (5500—5000 годы до н. э.), ассоциируемый с ранней и средней фазами LBK;
- поздний (5000—4500 годы до н. э.), представленный поздней LBK и её дочерними культурами.

Последняя стадия не является завершающей, так как после неё выделяют ещё финальный неолит, в ходе которого происходит переход к употреблению бронзы. В других географических регионах даты также могут быть другими.
В немецкой археологии культуры после 5000 года до н. э. («первый неолитический кризис») рассматривают не как разновидности ЛЛК, а как самостоятельные культуры (Хинкельштейн → Гроссгартах → Рёссен и Планиг-Фридберг → Мюнхсхёфен, Айхбюль и ряд других культур). Ряд археологов оспаривают само наличие «кризиса».

## Происхождение

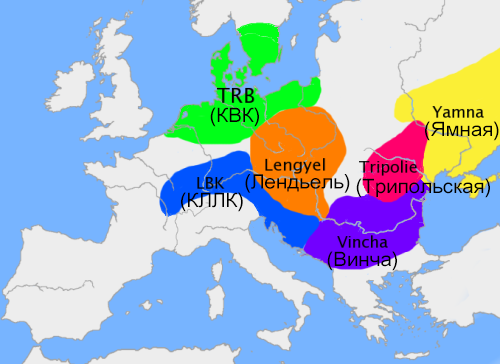
Распад культуры LBK (синяя) и выделение культур Лендьель (оранжевая) и Триполье-Кукутень (алая) в первой половине 4-го тысячелетия до н. э.

Наследует традиции Балканского неолита.
Обычно считают, что неолитический комплекс LBK заимствован из старчево-кришской культуры, поскольку раньше всего, примерно в 5600—5400 годах до н. э. линейная керамика появляется на среднем Дунае, на территории старчево-кришских племен. Возможно, она представляла собой локальный вариант ранней старчево-кришской культуры, обособившийся в бассейне реки Тиса при контакте с местным мезолитическим населением.
Возникновение новой традиции украшения керамической посуды можно проследить в истории неолитического поселения Брун-ам-Гебирге, к югу от Вены. В период от 5550 до 5200 года до н. э. этот регион был густо населен и застроен типичными для LBK длинными домами. В древнейших слоях присутствует керамика, типичная для старчево-кришской культуры, а также большое количество изделий из камня, добытого в районе озера Балатон в Венгрии. Со временем использование этих изделий уменьшается, а керамика становится типичной для LBK.
Ранее некоторые авторы тем не менее считали, что LBK имеет местное происхождение от локальной мезолитической культуры. Они указывали, что хотя старчево-кришская культура присутствовала в южной Венгрии около 6000 года до н. э., она исчезла примерно за 500 лет до появления в этом регионе LBK. Кроме того, виды культурных растений, возделываемых в рамках указанных неолитических культур, не идентичны, а предшествующая LBK мезолитическая культура использовала дикорастущий лён и злаки. К западу от LBK культура Ла-Огетт также самостоятельно занималась одомашниванием местной флоры и фауны.
Ещё одна гипотеза происхождения линейной керамики увязывала её с влиянием мезолитических культур Восточной Европы, где керамическую посуду широко использовали для сбора дикорастущих растений.
В настоящее время благодаря генетическим исследованиям удалось установить, что генетически носители ранней культуры LBK резко отличались от предшествующего мезолитического населения, а впоследствии между двумя группами населения постепенно происходил процесс ассимиляции.
Способ распространения LBK, постепенно занимающей все новые площади в долинах рек, даёт почву для гипотезы о подсечно-огневом земледелии, которое практиковали носители этой культуры. Судя по находкам раковин средиземноморского моллюска Spondylus, и форме посуды, напоминающей тыкву, которая не была распространена в Центральной Европе, население, по меньшей мере, частично, состояло из иммигрантов или имело регулярные контакты со Средиземноморьем.
Причины, по которым старчево-кришская культура исчезла в Венгрии, остаются неизвестными, но они не могли быть климатическими, так как климат к северу и к югу от Дуная, где эта культура сохранялась, практически одинаковый. Скорее здесь имела место конкуренция культур и активное вытеснение старчево-кришских племен из ареала культуры LBK.
Наследниками культуры линейно-ленточной керамики считаются культуры Рёссен, Лендьель, культура Триполье-Кукутень, Боян, а также Баденская и воронковидных кубков и культура накольчатой керамики.

## Носители культуры

### Облик
А. Г. Кузьмин пишет, что по своему облику население культуры ленточной керамики относилось к средиземноморскому типу.
К северу от Кёреша обитала популяция, антропологически характеризуемая как кроманьонцы группы В или «протонордический кроманьоидный тип». Этот антропологический тип не идентичен предковой популяции кроманьонцев верхнего палеолита, но представляет собой сходную с ним остаточную популяцию с физическими характеристиками несколько отличающимися как от исходных кроманьонцев, так и от средиземноморского типа, характерного для старчево-кришской культуры, или всех остальных популяций человека в прилегающих регионах. Это ещё раз указывает на различия между исходными носителями LBK (кроманьоидного типа) и её носителями в период экспансии. Очевидно, распространение культуры LBK не было связано со сколько-нибудь заметными переселениями народов, скорее культуру воспринимали соседние с неолитическими мезолитические племена.

### Язык
Г. Кронен связывает с предполагаемым языком или языками населения культуры LBK некоторые форманты, общие для догерманского и догреческого субстратов, в том числе префикс *a- и суффикс *-it- (или *-id-). Из этого языка или языков могли происходить некоторые слова прагерманского языка, относящиеся к земледельческой и скотоводческой терминологии, индоевропейская этимология которых неубедительна: например, *arwīt («горох») или *gait («козёл»).
Развивая идеи Кронена, А. Шорго выделил 36 прагерманских корней, с большой вероятностью происходящих из этого «земледельческого» субстратного языка, и попытался реконструировать некоторые черты его фонетики: в частности, систему вокализма из 4 гласных (*/æ/, */a/, */i/, */u/), противопоставление глухих и преназализированных звонких смычных согласных, отсутствие полугласного */j/, а также подвижное ударение.
В анатолийской гипотезе, выдвинутой К. Ренфрю, язык культуры LBK считается индоевропейским, но эта гипотеза не принимается большинством исследователей.

### Генетические исследования
Носители ЛЛК в ранних местах появления этой культуры были пришельцами — их генетический облик полностью отличался от местного мезолитического населения. По мере продвижения на северо-запад, до побережья Германии, происходит ассимиляция местного мезолитического населения.
Анализ 24 останков из 16 мест в Германии (22), Австрии (1) и Венгрии (1) показал, что у шести человек была редкая митохондриальная гаплогруппа N1a — процент этой гаплогруппы намного превышал её процент среди современного населения, а в настоящее время этот субклад митохондриальной гаплогруппы N почти исчез. Происхождение этого субклада остаётся спорным — он мог относиться как к древнейшему населению Европы эпохи палеолита, так и к неолитическим мигрантам, какими были носители культуры линейно-ленточной керамики, однако в любом случае — к доиндоевропейскому населению. Данный вывод подкрепляется исследованием Цоффмана: поскольку субклад N1a исчезает, по-видимому, в неолите местное население было генетически «подавлено» более многочисленными вторженцами с другим генетическим набором. Позже N1a1a1a2 определили у двух представителей фатьяновской культуры. Семь образцов принадлежали к гаплогруппе Н или V, пять — к гаплогруппе Т, четыре — к ветви К (U8), одна — к гаплогруппе J и один — к гаплогруппе U3. Другое исследование, где проводилось сопоставление различных неолитических культур Балкан, показало, что несмотря на их значительное генетическое сходство, N1a встречалась исключительно у культуры линейно-ленточной керамики.
У представителя культуры линейно-ленточной керамики из венгерского местонахождения Apc-Berekalja I, жившего примерно 4950—5300 лет назад, была обнаружена Y-хромосомная гаплогруппа C1a2 и митохондриальная гаплогруппа K1a3a3. У представителя восточной культуры линейно-ленточной керамики (Alföld Linear Pottery) из венгерского местонахождения Kompolt-Kigyósér, жившего примерно 4990—5210 лет назад, была обнаружена Y-хромосомная гаплогруппа C1a2 и митохондриальная гаплогруппа J1c1. Эта Y-хромосомная гаплогруппа сейчас тоже крайне редка; встречается, в основном, на юге Европы, но даже там её доля ничтожна. Также у представителей культуры линейно-ленточной керамики определены Y-хромосомные гаплогруппы G2a2b, F, I1 и митохондриальные группы H, H5, K, K1a, K1a3a3, T1a, T2, T2b, T2c, V, U2 и H1, H3, J1, J2, U4, U5, U5b2b1a, X, X2b.

## Общество

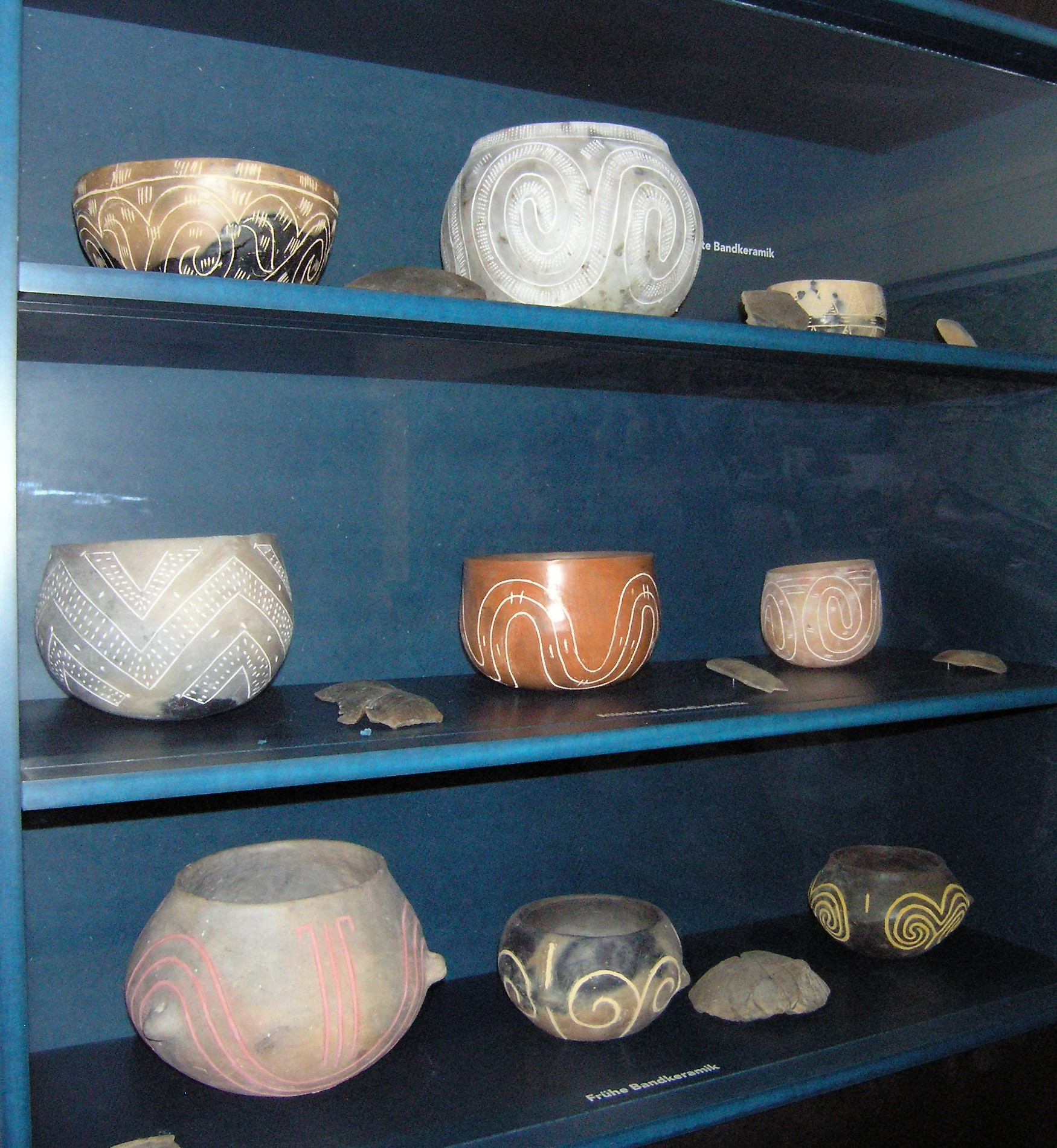
Посуда, реконструированная на основе обнаруженных археологами осколков

Общество линейно-ленточной керамики ранее рассматривалось как матрилокальное и в рамках гипотезы Марии Гимбутас противопоставлялось "патриархальным" воинственным индоевропейцам. В последнее время появляется всё больше признаков женской мобильности, свидетельствующих о патрилокальности. Велико было значение женского мотыжного сельскохозяйственного труда. Однако анализ погребений свидетельствует что пожилые мужчины (старейшины) также имели высокий социальный статус. Каждый посёлок был автономен. Вооружения и укрепления не обнаружены.

### Религия и погребения
Погребения племен линейно-ленточной керамики разнообразны. Одни захоронения несут следы кремации, другие содержат скорченные на боку скелеты, посыпанные охрой. По крайней мере захоронение в Херксхайме указывает на практику каннибализма, а захоронение в Тальхайме — на массовые убийства в ходе военных действий.
Как и у всех доисторических культур, система верований носителей линейно-ленточной керамики в точности неизвестна. Тем не менее, присутствие изображений Богини-матери позволяет сделать обоснованные предположения о наиболее распространённом среди них культе, унаследованном ещё из палеолита. Этот культ был привнесён граветтской культурой из западной Азии и южной России кроманьонцами и представлен в Европе многочисленными находками палеолитических «венер». С переходом к неолиту женские изображения появляются на вазах, в могилах, а также в древнейших мифах и обычаях Европы. На севере Богиня-мать считалась покровительницей животных, зерновых, прялок и ткацкого станка, дома, а также жизни и смерти.
Однако культ Богини-матери не был единственным, так как среди фигурок попадаются и андрогинные.

### Жилища
Количество жилых построек в поселении обычно не превышало десяти. Расстояние между ними составляло около 20 м. Численность населения посёлка могла достигать 100 человек. Селения могли быть одиночными или группировались в агломерации площадью до 20—25 км². Поселения, как правило, не были укреплены, их нередко покидали и вновь возвращались. Тем не менее, встречаются и поселения, укреплённые палисадом и рвом. Иногда (как в Тальхайме) встречаются останки человеческих костей, повреждённых оружием, что указывает на ритуальные убийства, наказания за нарушение законов племени или столкновения между жителями. В большинстве селений такие следы не обнаружены.
Основной тип сооружений — длинный дом, прямоугольная постройка примерно 5,5—7 м в ширину, длина которой была произвольной (дом в Быланах достигал 45 м в длину). Стены строили из плетня, обмазанного глиной, иногда из расщепленных брёвен, укреплённых дубовыми столбами. Крыши со скатом, крытые соломой, опирались на три ряда таких столбов. По обыкновению на полу жилья и рядом с ним были выкопаны 1—2 ямы для хозяйственных целей, глину из которых использовали для покрытия стен. Некоторые дома использовались до 30 лет.
По меньшей мере, часть жилья использовали для содержания скота, для которого с одного конца длинного дома огораживали скотный двор. Среди особенностей планировки поселений следует отметить также круглые канавы, которые едва ли могли использоваться для оборонительных целей. Они, по-видимому, были дренажными и концентрировались со стороны скотного двора. Воду брали из рек, родников и колодцев.
Изнутри длинный дом разделяли перегородками на две или три части, одну из которых, очевидно, использовали для скота. Мусор выносили регулярно и сбрасывали в ямы вне дома. Работы с кожами и камнем, от которых было много отходов, выполняли вне дома. Судя по остаткам керамики, каждый длинный дом имел собственную традицию, а преимущественное помещение керамики в женские могилы указывает, что её, по-видимому, изготовляли женщины.

## Хозяйство

### Сельское хозяйство
Основным занятием племен LBK считается подсечно-огневое земледелие. Они селились в долинах рек, наиболее плодородные земли которых использовали для выращивания пшеницы и бобовых. Реже возделывали ячмень, просо, рожь и другие культуры. Поля были небольшими, их размер сравним с огородами. Для изготовления тканей и веревок использовались лён и пенька. Позже из Средиземноморья был привнесён мак. Кроме того, разводили крупный рогатый скот, а также в меньших количествах свиней и коз. Охотились, но собак использовали сравнительно мало. Основные объекты охоты — олень и кабан. Прибегали также к собирательству и рыболовству. На остатках поселений обнаруживают каменные топоры и зернотерки. Обнаружение в погребениях раковин Spondylos свидетельствует о торговых отношениях с южными приморскими племенами.
Племя могло оставаться в обжитом регионе сотни лет до тех пор, пока естественный рост населения не приводил к утилизации под посевы всех доступных для земледелия земель и истощению почвы. Тогда люди переселялись в менее населенные регионы. Например, в районе Веттерау (Гессен) культура LBK существовала около 400 лет. Вначале здесь было только 14 селений, 53 дома и 318 человек, а под конец — 47 селений, 122 дома и 732 человека, после чего численность населения внезапно упала до начального уровня. Земель, доступных для земледелия, у общины ещё было достаточно, из чего исследователи сделали вывод, что лимитирующим фактором была доступность пастбищ для скота. При сравнении с относительно многолюдными неолитическими городами Ближнего Востока можно заключить, что там население жило преимущественно на зерновом питании, а культура LBK — на мясо-молочном хозяйстве.

### Керамика

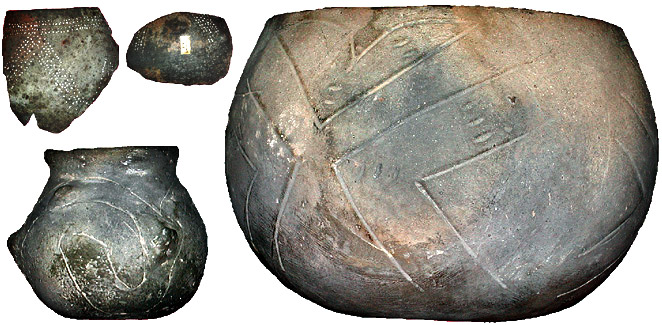
Образцы линейно-ленточной керамики

Племена этой культуры использовали глиняную посуду шарообразной формы, которая имела тонкие стенки и была украшена геометрическим или спиралевидным орнаментом. Отсюда и название культуры — линейно-ленточной керамики.

### Орудия труда
Основными материалами для изготовления орудий труда были кремень и обсидиан. Кремень добывали на юге Польши, обсидиан — в горах Бюкк и Татры. В этих регионах жители специализировались на горном деле и изготовлении изделий из камня, которые экспортировали во все остальные регионы, населенные племенами LBK, что косвенно указывает на относительную этническую однородность культуры.
Какие-либо признаки использования металла отсутствуют. Зерновые жали деревянными серпами с каменными лезвиями. Каменные топоры в виде кельтов использовали как для рубки леса, так и в качестве оружия. Найдены также многочисленные остатки каменных ножей и скребков.

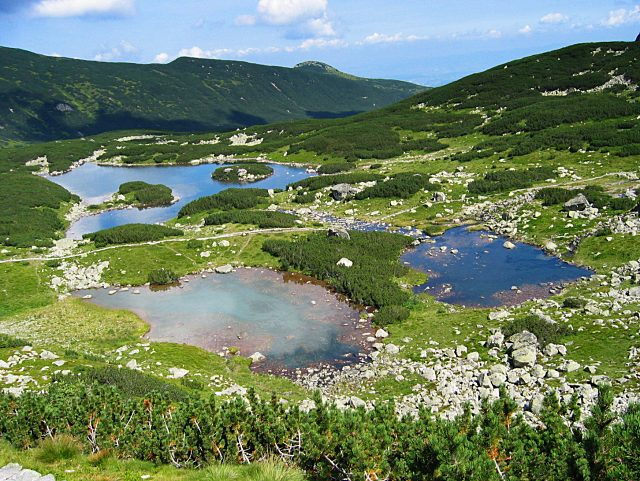
Западные Татры.
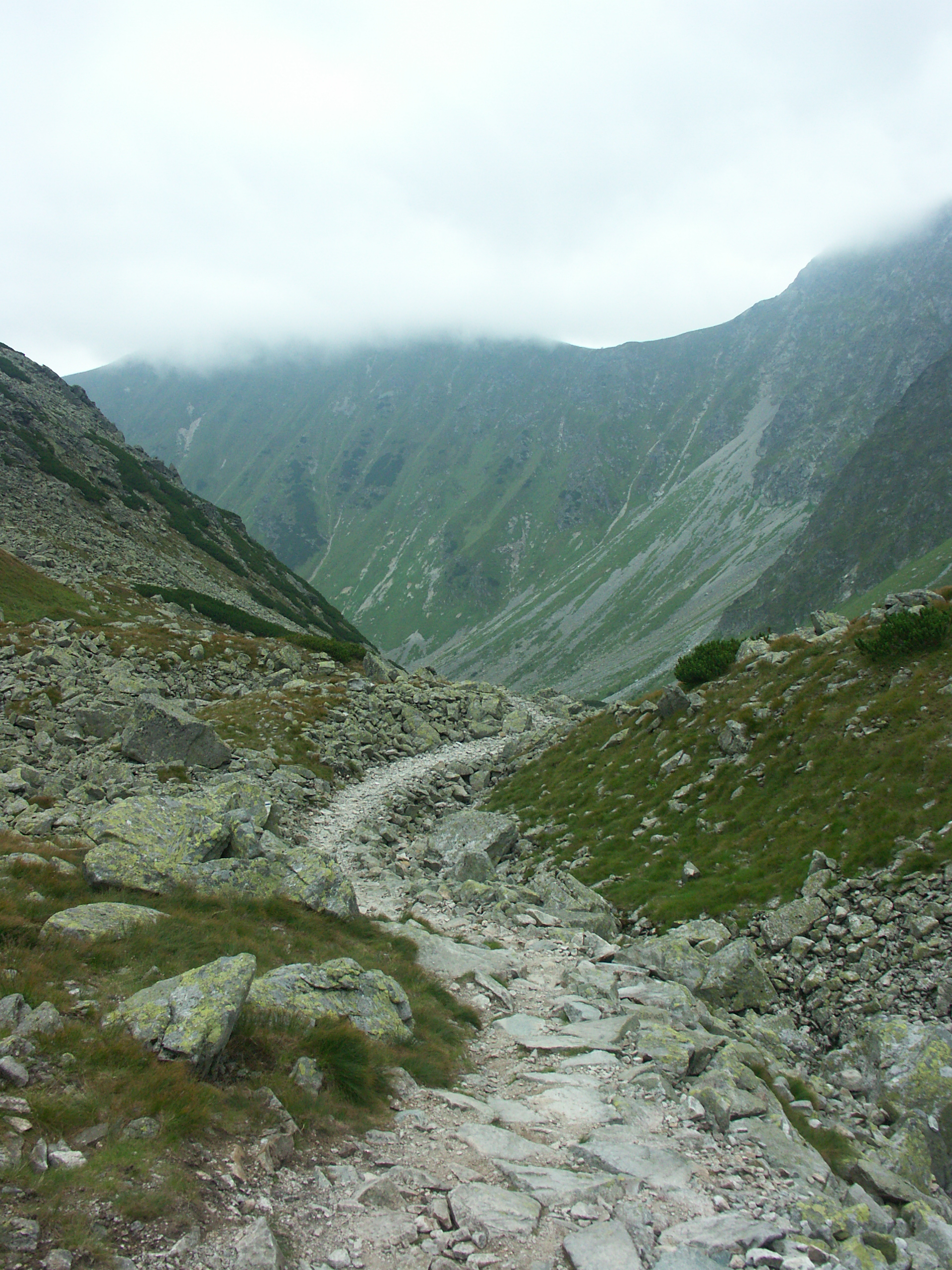
Ущелье в западных Татрах (Словакия)
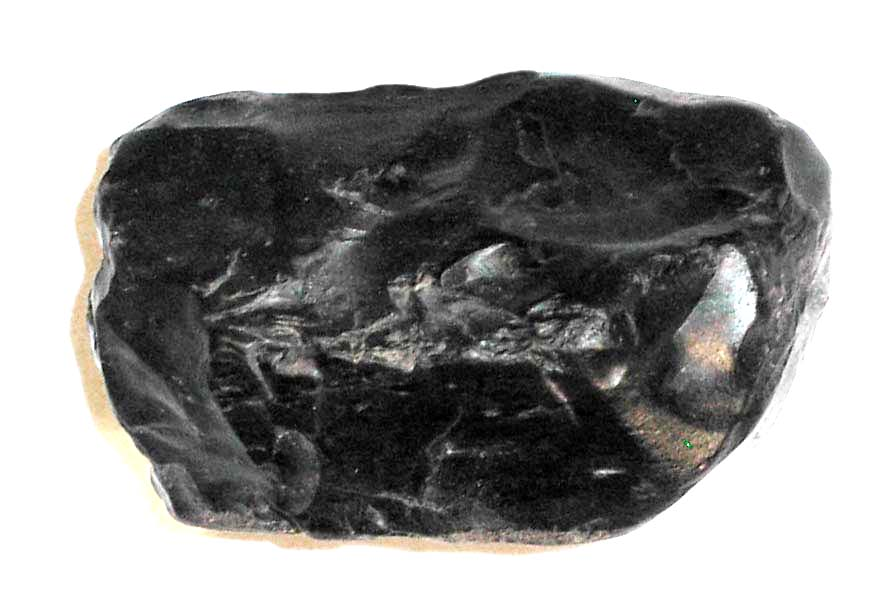
Кремень
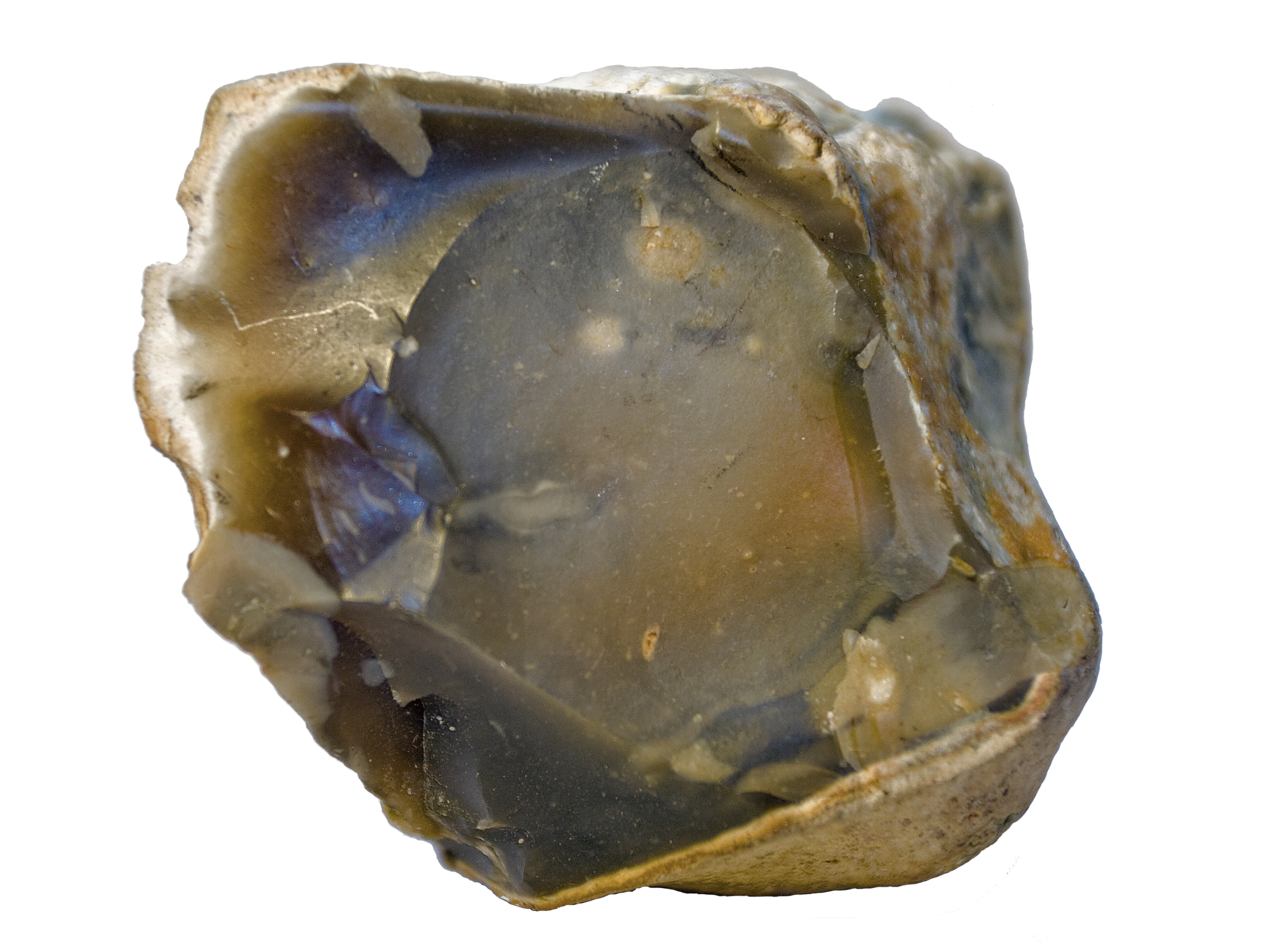
Кремень

## Локальные варианты

### Ранняя или западная LBK
Считается, что этот вариант возник в 5700—5500 годах до н. э. в западной Венгрии и прилегающих к ней регионах Германии, Австрии и Чехии. Внутри него также различают отдельные варианты. Окончание ранней фазы датируется 5200 годом до н. э., когда западная LBK появляется на территории Нидерландов, а в Австрии появляется вариант «нотной» керамики, в которой на линиях появляются наколотые ямки («ноты»). «Нотная» керамика, характерная для средней фазы LBK, распространяется отсюда на восток — на территорию Румынии и Украины. В поздней фазе (5000—4500 годы до н. э.) появляется «накольчатая» керамика, которая также распространяется из Центральной Европы на восток.

### Восточная LBK
Развивается в восточной Венгрии на несколько столетий позже западного варианта. Эта территория ранее была занята старчево-кришской культурой (по одним данным — около 6100 года до н. э., по другим — до 5400 года до н. э.). Последняя распространялась по долине реки Тисы на север до гор Бюкк, где в ту эпоху процветала мезолитическая культура, продававшая окрестным племенам изделия из местного кремня.
Здесь около 5330—4940 годов до н. э. существовала ранняя восточная LBK, называемая также Alföld Culture или ALV (от венгерского названия Alföldi Vonaldíszes Kerámia). Одни авторы считают её происходящей непосредственно из старчево-кришской культуры, так как внутри неё различают переходные варианты, которые могут быть отнесена как к старчево-кришской культуре, так и к LBK. По традиции первой керамику украшали орнаментом, нанесённым белой краской, но края белых полос были врезанными, как в LBK.
Тем не менее, как отмечалось выше, появление неолитической культуры на севере не сопровождалось переселением южан на территорию северных племен, это был акт заимствования или подражания чужой культурной традиции. К 5770—5230 годам до н. э. старчево-кришская культура вступила в завершающую фазу своего развития там, где она ранее существовала, то есть южнее ареала LBK. Эту позднюю фазу старчево-кришской культуры называют также прото-Винча, так как в 5390—4960 годах до н. э. на её месте возникла Культура Винча. Для предположения о тесной связи между старчево-кришской культурой и восточной LBK нет никаких оснований. Экономика LBK существенно отличалась от старчево-кришской. Последняя, как и другие балканские культуры, была основана на разведении овец, в то время как LBK — на свиноводстве и разведении крупного рогатого скота, которые были, по-видимому, одомашнены из местных диких видов. Кроме того, племена LBK продолжали активно пополнять свой рацион за счет дичи.
В период 5260—4880 годов до н. э. восточная LBK также распадается на ряд местных вариантов
, среди которых, в частности, выделяют буковогорскую культуру, которая постепенно становится преобладающей. Их керамика отличается особым изяществом. Конец традиции восточной LBK не столь ясен, как западной. На этой территории появляется другая культура, которая либо не может быть отнесена к традиции LBK, либо является переходной от LBK к культуре Тисаполгар.

### Железовская культура
Железовская культура, преимущественно представленная на западе Венгрии и юго-западе Словакии, представляет собой переход от поздней фазы западной LBK к культуре Лендьель. Отличается чрезвычайно богатым, разнообразным, ярко раскрашенным орнаментом красных и жёлтых оттенков.